# ジェンツァーノ・ディ・ローマ
ジェンツァーノ・ディ・ローマ（伊: Genzano di Roma）は、イタリア共和国ラツィオ州ローマ県にある、人口約23,000人の基礎自治体（コムーネ）。

## 地理

### 位置・広がり
ローマ県南部のコムーネ。

#### 隣接コムーネ
隣接するコムーネは以下の通り。
- アリッチャ
- ラヌーヴィオ
- ネーミ
- ヴェッレトリ

### 気候分類・地震分類
ジェンツァーノ・ディ・ローマにおけるイタリアの気候分類 (it) および度日は、zona D, 1982 GGである。
また、イタリアの地震リスク階級 (it) では、zona 2B (sismicità media) に分類される。

## 行政

### 分離集落
ジェンツァーノ・ディ・ローマには、以下の分離集落（フラツィオーネ）がある。
- Landi, Colli di Cicerone, Poggi d'oro, Pedica, Muti, San Gennaro, Montecagnoletto, Montecagnolo, Valleverta, Monte Giove

## 姉妹都市
- シャティヨン、フランス
- メルゼブルク（イタリア語版）、ドイツ